# Rockin' Rio EP
Rockin' Rio EP é o primeiro registo gravado da banda portuguesa X-Wife.
| Críticas profissionais                                                      | Críticas profissionais |
| Avaliações da crítica                                                       | Avaliações da crítica  |
| Fonte                                                                       | Avaliação              |
| --------------------------------------------------------------------------- | ---------------------- |
| Discodigital                                                                | (sem nota)             |
| Esta tabela precisa de ser acompanhada por texto em prosa. Consulte o guia. |                        |

## Faixas
1. "Rockin' Rio"
2. "Eno"
3. "We Are"

## Créditos
- João Vieira (Dj Kitten) (voz/guitarra),
- Fernando Sousa (baixo),
- Rui Maia (Sintetizadores/ bateria/drum machine)